# Vasile Baltac
Vasile Baltac (n. 9 noiembrie 1940, la Ploiești, Jud. Prahova) este un inginer, informatician, profesor universitar, pionier al informaticii în România, dar și om de afaceri de succes. A fost și demnitar, atât în perioada 1981-1985 cât și după revoluția din decembrie 1989, în guvernele Petre Roman, Theodor Stolojan și Nicolae Văcăroiu.

## Studiile
Studiile liceale le-a făcut la Liceul (acum Colegiul Național)  I. L. Caragiale din Ploiești, unde s-a remarcat pe plan național ca rezolvator de probleme la Gazeta Matematică, în ultimii 2 ani de școală ocupând locul 1 pe țară la Olimpiada de matematici.
A continuat studii inginerești la Institutul Politehnic (acum Universitatea Politehnica) din Timișoara pe care le absolvă în 1962 ca șef de promoție cu diploma de merit. Continuă preocuparea pentru matematici și ocupă în primii 2 ani de studii din nou locul 1 pe țară la concursurile de matematici pentru studenți. 
Devine pionier al calculatoarelor electronice în 1961, încă student fiind  în anul 4, a fost cooptat în echipa care a construit calculatorul electronic MECIPT-1, al doilea din țară după CIFA-1 și primul din învățământul superior. 
În anul 1972  devine doctor-inginer în specialitatea calculatoare electronice.

## Activitatea profesională și didactică
- După absolvirea facultății a continuat activitatea la Centrul de calcul MECIPT, participând la proiectarea și construcția calculatoarelor MECIPT-2 și 3[3].[4]
- În 1966/1997  are un stadiu de cercetare prin Consiliul Britanic la Laboratorul de Calculatoare al Universității din Cambridge din Anglia, sub conducerea Profesorului Sir M. V. Wilkes, membru al Societății Regale de Științe (FRS), cunoscut pionier al calculatoarelor pe plan mondial.
- Odată cu începerea etapei industriale a calculatoarelor în România devine în 1968 șef al Filialei Timișoara a Institutului de pentru tehnică de calcul, îi succede lui Victor Toma ca director științific și apoi este director general al ITC- Institutul pentru tehnică de calcul.
- Între 1981-1985 este secretar de stat în Ministerul Industriei de Mașini - Unelte, Electrotehnică și Electronică cu sarcini de coordonare a cercetării, proiectării și investițiilor în industria electrotehnică și electronică și între 1985-1990 director general al Centralei Industriale de Electronică și Tehnică de Calcul care cuprindea toate unitățile de cercetare, producție, service și desfacere din domeniu.
- După Decembrie 1989 până în 1994 este succesiv adjunct al ministrului și ministru al Industriei Electrotehnice; secretar de stat în Ministerul Industriei. În această calitate, în anii 1992-1993, face parte alături de Florin Georgescu, din Board-ul al societății Megapower, investiție controversată, ambii demisionând din Board încă din ianuarie 1993.
- Din 1994 devine co-fondator și acționar în sectorul privat al SoftNet, grup de firme specializate în cercetare, producție și servicii de software, Internet și consultanță high-tech, www.softnet.ro, Novatech Srl, echipamente pentru service auto www.novatech.ro, editurii EXCEL XXI Books www.excelxxibooks.ro, etc.
- În paralel a avut activitate didactică la Universitățile Politehnice din Timișoara și București și la SNSPA – Școala Națională de Studii Politice și Administrative. Din 1978 cercetător științific titular gradul I și din 1998 este profesor universitar titular.
- Este promotor al diseminării competențelor digitale și istoriei IT prin conferințe și bloguri personale[5][6][7]

## Contribuții și lucrări publicate
Lucrări de pionierat în cercetarea științifică în domeniul calculatoarelor la MECIPT , primele programe de calculator în limbaje de asamblare cu aplicații industriale printre care proiectarea cu MECIPT-1 în 1963 a actualei cupole Romexpo, inițierea și conducerea dezvoltării familiei de minicalculatoare Independent I – 100, materializată prin producție și export semnificative, crearea primei școli de inginerie a programării (software engineering) din România.
Are peste 15 cărți și 100 articole publicate și/sau comunicate în domeniile: calculatoare electronice, sisteme de operare și programare; ingineria programării; calculatoarele și societatea, societatea informațională, eGuvernare, management, restructurare industrială, etc.
Cărți
- Optimizarea sistemelor de operare, Editura Facla, 1974(autor)
- Programarea structurată, Editura Tehnică, 1978 (coautor)
- Arhitectura viitoarelor calculatoare electronice; în volumul "Viitorul electronicii și informaticii", Editura Academiei, 1979 (autor)
- Viitorul industriei de programe, coordonatorul Seriei Prof. M. Drăgănescu, Editura Academiei, 1985 (coordonatorul volumului și autor "Industria de programe")
- Calculatoarele electronice, grafica interactivă și prelucrarea imaginilor, Editura Tehnică, 1985 (coordonator)
- Vulnerabilitate și risc în contextul Noii economii, în volumul Fenomene și procese cu risc major la scara națională, Editura Academiei Române, 2004
- L'Europe dans la Societe de l'Information, Universities and the Information Society, Larcier, Bruxelles, 2008
- Tehnologiile informației – Noțiuni de bază, Editura Andreco Educational, 2011
- Lumea digitală-Concepte esențiale, Editura EXCEL XXI Books, 2017
- Mituri și realitate în lumea digitală, Editura EXCEL XXI Books, 2018

## Recunoașteri naționale și internaționale
- din 1995 este membru și președinte al ATIC - Asociația pentru Tehnologia informației și Comunicații din România, www.atic.org.ro,
- vicepreședinte și președinte (2008 – 2012) al Consiliului European al Societătilor Profesionale de Informatică – CEPIS, Bruxelles, www.cepis.org,
- vicepreședinte și membru în Board al WITSA - World Information Technology and Services Alliance, Washington www.witsa.org,
- membru în Board al ECDL Foundation, Dublin, Irlanda, www.ecdl.org Arhivat în 30 mai 2019, la Wayback Machine., din 1985 membru și membru senior al IEEE - Institute of Electronic and Electrical Engineers, și IEEE Computer Society www.computer.org.
- membru al AOAR - Asociația Oamenilor de Afaceri din România, vicepreședinte din 2009 www.aoar.ro,
- membru al Clubului Rotary International București  Curtea Veche www.rotarycurteaveche.ro Arhivat în 26 septembrie 2012, la Wayback Machine.,  președinte al clubului 2004-2005,
- membru al Institutului Aspen Romania www.aspeninstitute.ro, co-președinte al Fundației Euromonitor pentru Excelență, www.euromonitor.ro

## Premii și distincții
- Premiul Academiei Române (1986),[8]
- Ordinul Meritul Științific (1978),[8]
- Ordinul Național Pentru Merit în grad de Cavaler (2003).[8]